# Мишлинг
Мишлинг (на немски: Mischlinge, „кръстоска“) е немски термин, използван за идеологически и политически цели по времето на Третия райх за означаване на онези, които не притежават напълно арийски произход, т.е. родени са от смесен брак между арийци и евреи.
Немският термин е аналогичен на метис на испански и френски език и означава етнически мелез.